# Keep of Kalessin
Keep of Kalessin este o formație de black metal din Norvegia, înființată în anul 1993.

## Componență

### Membri actuali
- Arnt Obsidian C. Ove Grønbech- chitară  (din 1994)
- Vegar Vyl Larsen- baterie (1995- 2000 și din 2004)
- Torbjørn Thebon Schei - voce (din 2004)
- Robin Wizziac Isaksen- bas (din 2004)

### Foști membri
- Ghash- voce (1996-1999)
- Øyvind "Warach" Westrum- bas (1996-1999)
- Attila Csihar- voce (2003-2004)
- Kjetil-Vidar "Frost" Haraldstad- baterie (2003-2004)

## Discografie

### Albume de studio
- Through Times Of War (1997)
- Agnen- A Journey Through The Dark (1999)
- Armada  (2006)
- Kolossus  (2008)

## Legături  externe
- Site oficial Arhivat în 16 ianuarie 2007, la Wayback Machine.